# Witułty
Witułty (deutsch Witulten) ist ein Ort in der polnischen Woiwodschaft Ermland-Masuren. Er gehört zur Gmina Olsztynek (Stadt- und Landgemeinde Hohenstein i. Ostpr.) im Powiat Olsztyński (Kreis Allenstein).

## Geographische Lage
Witułty liegt im Südwesten der Woiwodschaft Ermland-Masuren, 23 Kilometer östlich der früheren Kreisstadt Osterode in Ostpreußen (polnisch Ostróda) bzw. 18 Kilometer südwestlich der heutigen Kreismetropole Olsztyn (deutsch Allenstein).

## Geschichte
Das einstige Wittulten wurde 1340 erstmals erwähnt und bestand aus mehreren kleinen Höfen und Gehöften. Von 1874 bis 1945 war das Dorf in den Amtsbezirk Manchengut (polnisch Mańki) im Kreis Osterode in Ostpreußen eingegliedert. 76 Einwohner waren 1910 in Wiltulten gemeldet. Ihre Zahl belief sich 1933 auf 112 und 1939 auf 139.
In Kriegsfolge kam Witulten 1945 mit dem gesamten südlichen Ostpreußen zu Polen. Das Dorf erhielt die polnische Namensform „Witułty“ und ist heute – eingegliedert in das Schulzenamt (polnisch Sołectwo) Zezuty (Sensutten) – eine Ortschaft innerhalb der Stadt- und Landgemeinde Olsztynek (Hohenstein i. Ostpr.) im Powiat Olsztyński (Kreis Allenstein), bis 1998 der Woiwodschaft Olsztyn, seither der Woiwodschaft Ermland-Masuren zugehörig.

## Kirche
Bis 1945 war Witulten in die evangelische Kirche Manchengut (polnisch Mańki) in der Kirchenprovinz Ostpreußen der Kirche der Altpreußischen Union, außerdem in die römisch-katholische Kirche Hohenstein (polnisch Olsztynek) eingepfarrt.
Heute gehört Witułty katholischerseits zur St.-Nikolaus-Kirche Mańki, einer Filialkirche der Pfarrei Biesal (Biessellen) im Erzbistum Ermland, evangelischerseits zur Kirchengemeinde Olsztynek, einer Filialgemeinde der Christus-Erlöser-Kirche Olsztyn in der Diözese Masuren der Evangelisch-Augsburgischen Kirche in Polen.

## Verkehr
Witułty erreicht man über eine Nebenstraße, die Olsztynek (Hohenstein i. Ostpr.) mit Zezuty (Sensutten) verbindet, außerdem über einen Landweg von Gębiny (Heinrichsdorf) aus. Eine Anbindung an den Bahnverkehr besteht nicht.